# Estació de Mont-roig del Camp
Mont-roig del Camp és una estació de ferrocarril fora de servei situada a Mont-roig del Camp, emplaçada prop del nucli de Miami Platja.
Aquesta estació de la línia de Tortosa va entrar en servei l'any 1865 quan va entrar en servei el tram construït per la Companyia Ferroviària d'Almansa a València i Tarragona (AVT) entre Tarragona i l'Aldea, i va deixar d'estar operativa l'any 2020 amb l'entrada en funcionament de la variant ferroviària del corredor del Mediterrani.

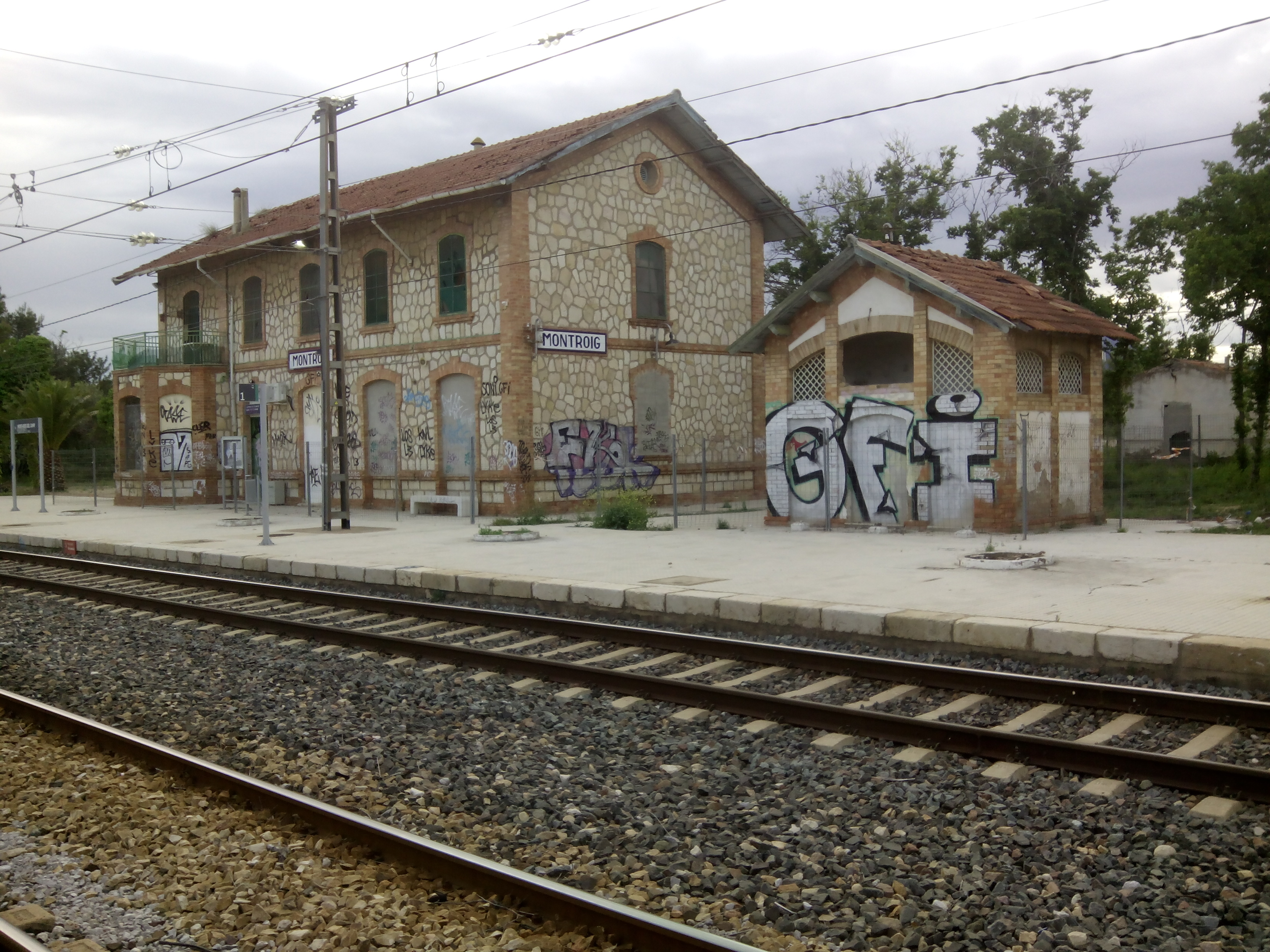
L'edifici de l'estació